# Messerschmitt Me 509
Messerschmitt Me 509 — проєкт німецького винищувача Люфтваффе періоду Другої світової війни на базі винищувача Messerschmitt Me 309, що розроблявся для заміни Messerschmitt Bf 109.

## Історія
Проєкт розроблявся з використанням елементів корпусу, несучих площин Messerschmitt Me 309, який розроблявся паралельно з ним. Модель мала отримати герметичну кабіну, винесену у передню частину фюзеляжу, носову стійку шасі, розміщений біля центру маси мотор Daimler-Benz DB 605. Від нього вал під кабіною вів до переднього пропелера. Така конструкція компенсувала недоліки носового шасі у Me 309. Аналогічне розміщення мотору мав Bell P-39 Airacobra.
Озброєння складалось з 2×13-мм MG 131 і 2×20-мм MG 151/20.
У середині 1943 проєкт був припинений разом з проєктом Me 309 на користь будівництва Focke-Wulf Fw 190.
Креслення передали до Японії, де на їхній основі до травня 1945 збудували прототип Yokosuka R2Y.